# Orobittacus
Orobittacus is een geslacht van schorpioenvliegachtigen (Mecoptera) uit de familie hangvliegen (Bittacidae).

## Soort
Orobittacus omvat de volgende soort:
- Orobittacus obscurus Villegas & Byers, 1981